# Medienwerkstatt im Kulturwerk des BBK Berlin

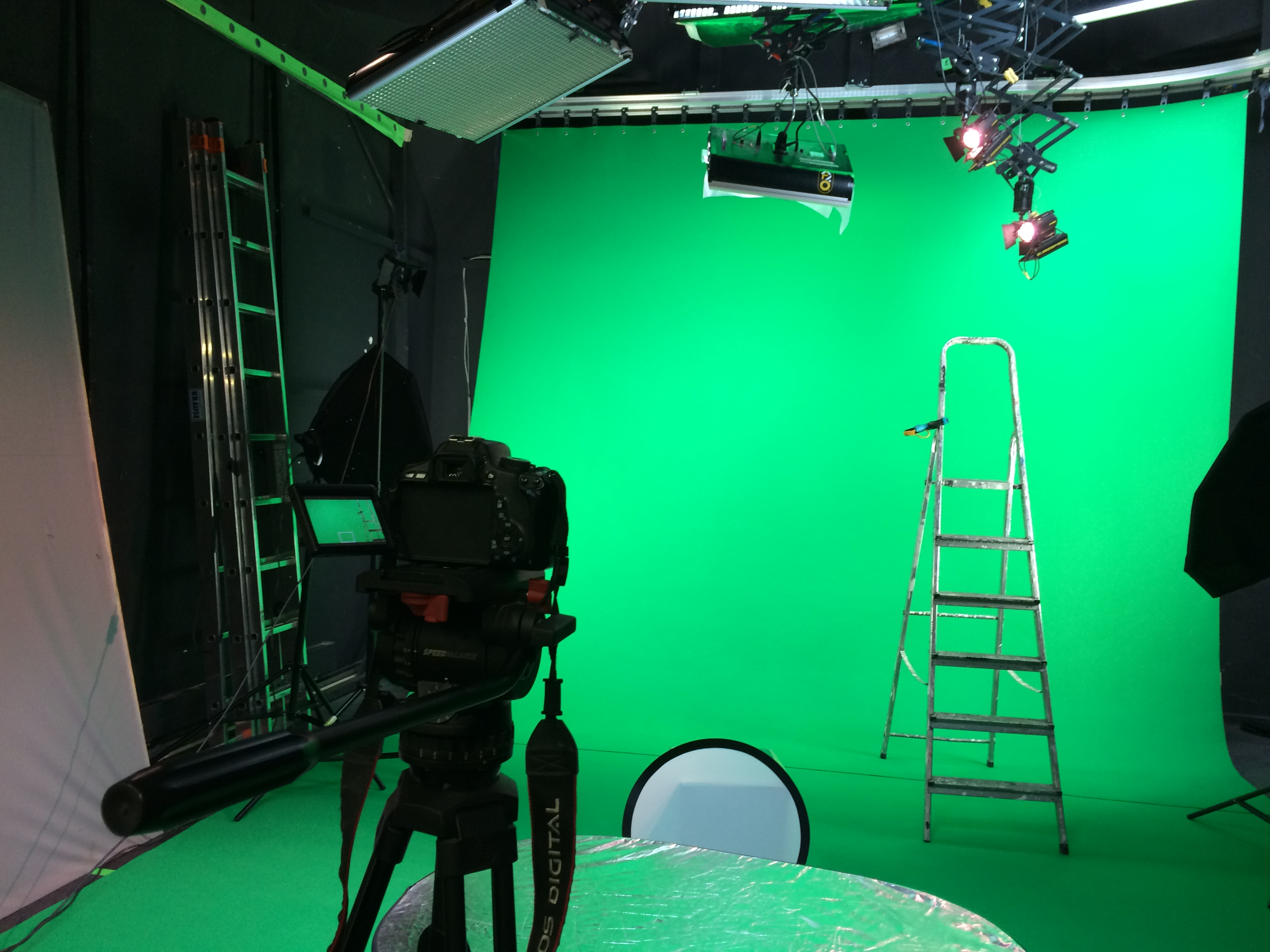
Greenbox Studio der Medienwerkstatt im Bethanien

Die Medienwerkstatt im Kulturwerk des BBK Berlin (Eigenschreibweise: kulturwerk des bbk berlin) ist eine der drei Werkstätten, die das Kulturwerk des bbk berlin für die Bildende Kunst eingerichtet hat. Sie bietet Arbeitsmöglichkeiten und fachliche Unterstützung für in Berlin mit Medien arbeitende Künstlerinnen und Künstler. Darüber hinaus finden Vorträge und Seminare statt.

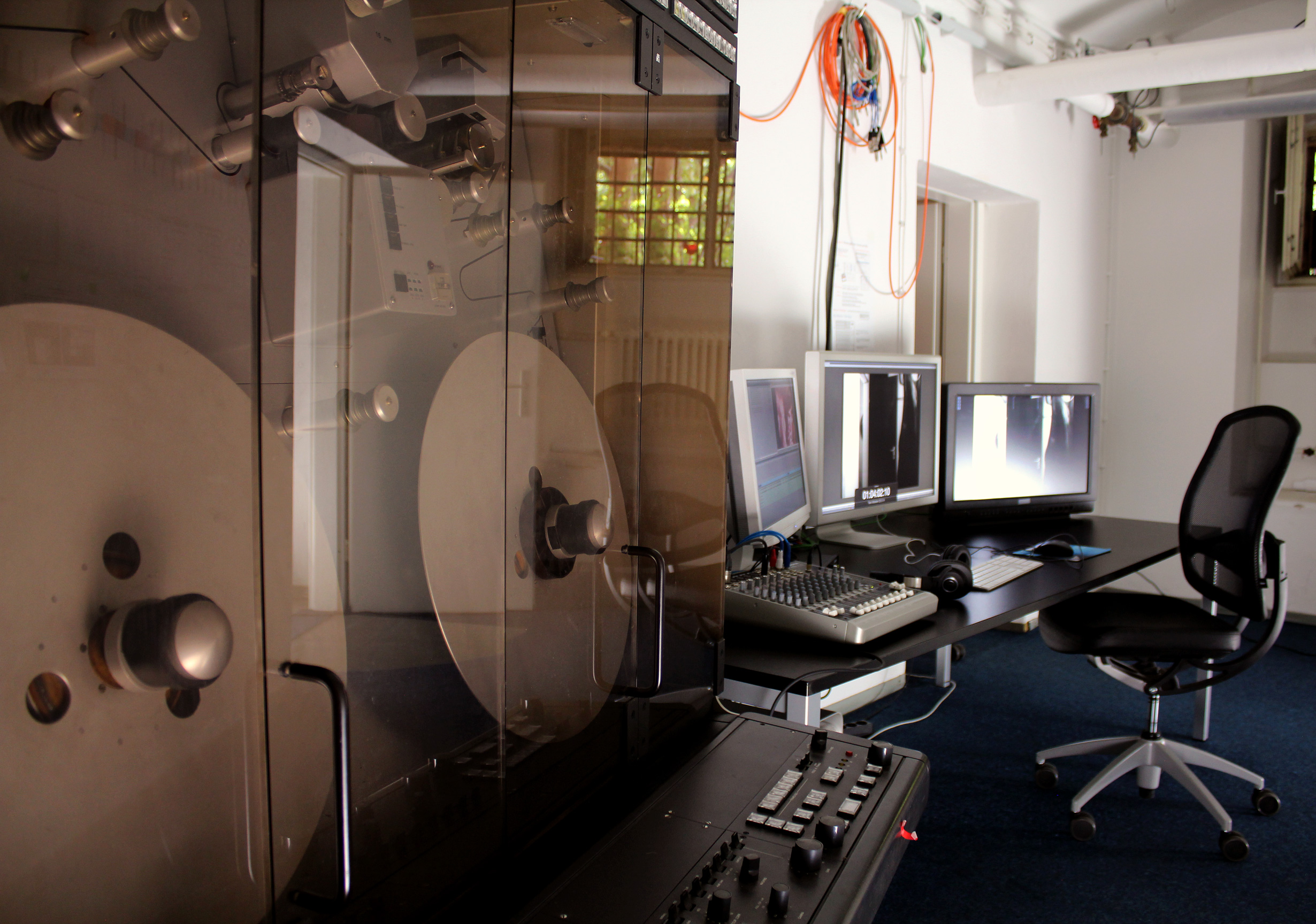
Editing Studio, Medienwerkstatt im Bethanien

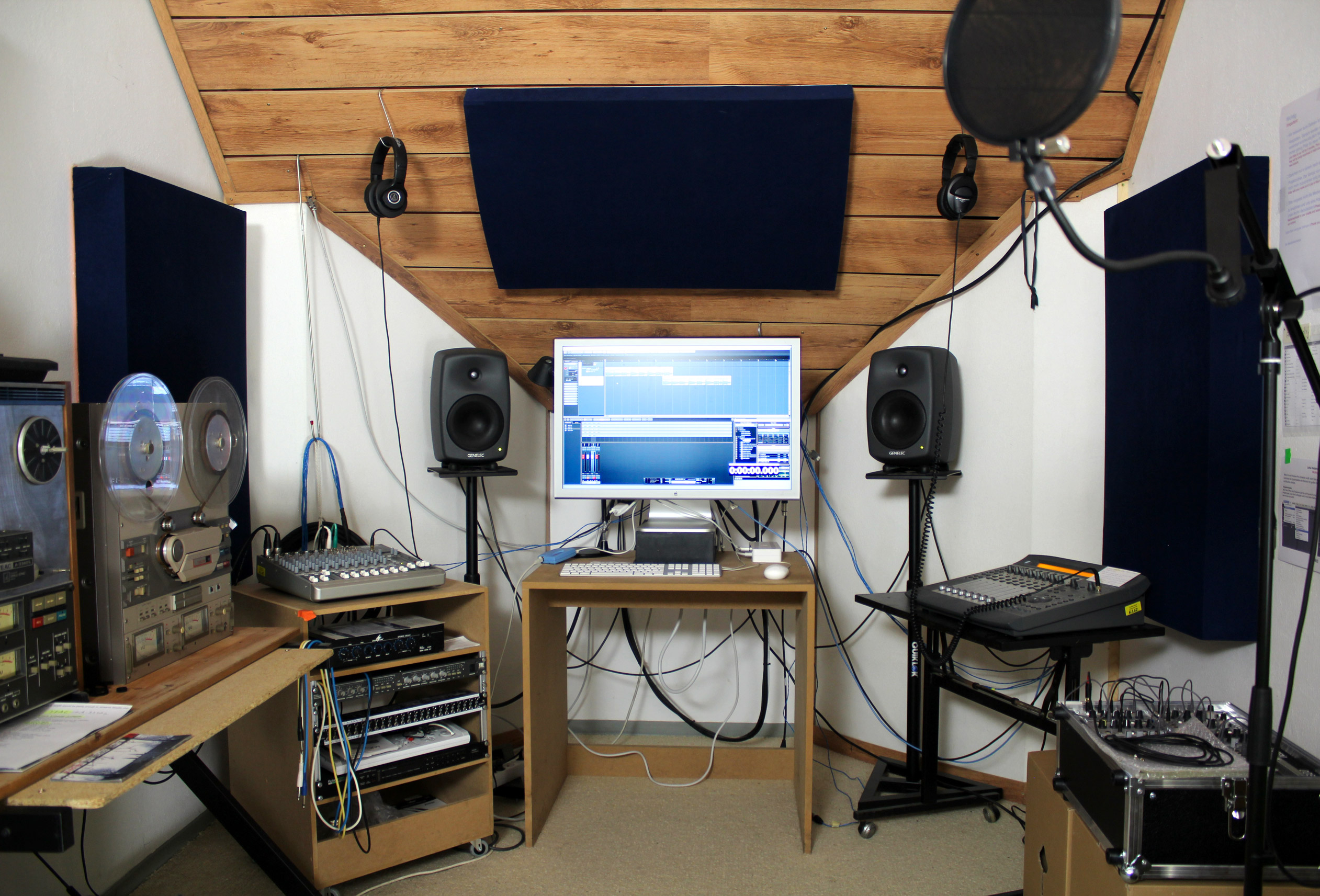
Tonstudio in der Medienwerkstatt

Als jüngste der drei Werkstätten des bbk berlin wurde sie 2008 zunächst als eine Abteilung der Druckwerkstatt mit Standort im Kunstquartier Bethanien im Berliner Ortsteil Kreuzberg eingerichtet. Die Werkstätten werden von der Berliner Senatskanzlei für Kulturelle Angelegenheiten gefördert.
Aktuell wird die Medienwerkstatt von Andrea Huyoff geleitet.

## Geschichte der Werkstatt
Die Druckwerkstatt und die Bildhauerwerkstatt unterstützen seit Jahrzehnten die bildende Kunst infrastrukturell. Für die künstlerische Arbeit mit analogen und digitalen Medien gab es in den 1990er Jahren keine geförderten Arbeitsmöglichkeiten. Schnittplätze waren damals unbezahlbar. Daher haben sich die Medienkünstlerinnen und Medienkünstler zusammen getan und bereits in den 1990er Jahren die Medienwerkstatt eingefordert. Es gab viele Engagierte und mehrere Konzepte, die nach und nach ausgewertet wurden. Letztendlich mangelte es jedoch an einer großen Gesamtfinanzierung, so dass die Medienwerkstatt zunächst mit nur vier Arbeitsplätzen und einem Greenscreen Studio als Abteilung in den ehemaligen Büroräumen der Druckwerkstatt im Kulturwerk des BBK Berlin im Keller im Bethanien eingerichtet wurde. Geplant wurde ein Multifunktionsraum, der Raum für unterschiedlichste Arbeitstechniken geben soll. 2008 wurde die Realisierung der Medienwerkstatt begonnen.
Die Notwendigkeit, derartige Arbeitsplätze weiter auszubauen, wird 2003 wie folgt beschrieben:
„Hochkarätige Produktionsstätten für Medienkunst findet man derzeit bundesweit fast ausschließlich an Akademien und Hochschulen vor, die den eingeschriebenen StudentInnen vorbehalten sind. So werden zwar immer mehr MedienkünstlerInnen adäquat ausgebildet, denen jedoch nach Abschluss ihres Studiums die Fundamente der künstlerischen Produktion fehlen.“

## Aktivitäten
Die Werkstatt bietet verschiedene digitale und analoge Arbeitsplätze, ein Greenscreen-Studio, Knowhow und Raum sowie technische Infrastruktur für Künstlerinnen und Künstler, die mit Medien arbeiten. Außerdem veranstaltet sie in ihren Räumen im Kreuzberger Kunstquartier Bethanien Netzwerktreffen, Seminare und Workshops. Sie bietet Beratung und Hilfestellung rund um das Feld der Medienkunst. Sie vermittelt und unterstützt die Zusammenarbeit und Vernetzung zwischen Medienschaffenden. Ein sogenannter Expertenpool, bestehend aus 20 Medienschaffenden, kann bei Bedarf Projekte durch eine Assistenz unterstützen. Regelmäßige Kooperationen mit dem internationalen Film- und Medienkunstfestival Directors Lounge sowie Messeauftritte fördern die gesellschaftliche Wahrnehmung für Medienkompetenz.
Im Vordergrund steht der kritische Medienbegriff. Monatliche Vorträge im Rahmen der Netzwerktreffen runden das Angebot ab. Die Medienwerkstatt schafft Raum für innovative Projekte wie z. B. im Schaltraum des ehemaligen Heizkraftwerks von Berlin-Mitte.
Die Medienwerkstatt zählt mit dem FabLab u. a. zu den Grassroot Labs in Berlin. Diese haben eine demokratische Tradition und wurden aus der Basis heraus entwickelt. Sie stellen eine Hilfe zur Selbsthilfe dar im Sinne des DIY. Do It yourself als Prinzip ist für die Medienkunst immanent, da es für diese relativ neue Kunstform kaum institutionelle Hilfe in Form von Förderung und Rezeption gibt. Viele dieser Arbeiten sind bereits verschwunden und konnten nicht archiviert werden, da die Medienträger wie VHS-Cassetten z. B. sich nach einer bestimmten Zeit auflösen. Die Medienwerkstatt digitalisiert u. a. diese älteren Formate und stellt sie damit für die Zukunft zur Verfügung.
Die Medienwerkstatt bündelt die Medienkunstszene in einer Stadt, die in der Kunst eine lange internationale Tradition hat. Seit 40 Jahren Medienkunst leisten Künstlerinnen und Künstler kritische Beiträge zur Digitalisierung. Medienkunst umfasst mediale künstlerische Ausdrucksformen, die sich von der klassischen Malerei und Bildhauerei insofern unterscheiden als dass sie technische Medien verwenden und häufig interdisziplinär sind. Das geht von Netzkunst zu experimentellem Film und Video sowie Soundinstallationen. Die Medienwerkstatt als infrastrukturelle Unterstützung und Wissenstransfer zur Selbsthilfe wird im Kunstforum, der Fachzeitschrift für Bildende Kunst, beschrieben.

## Projekte

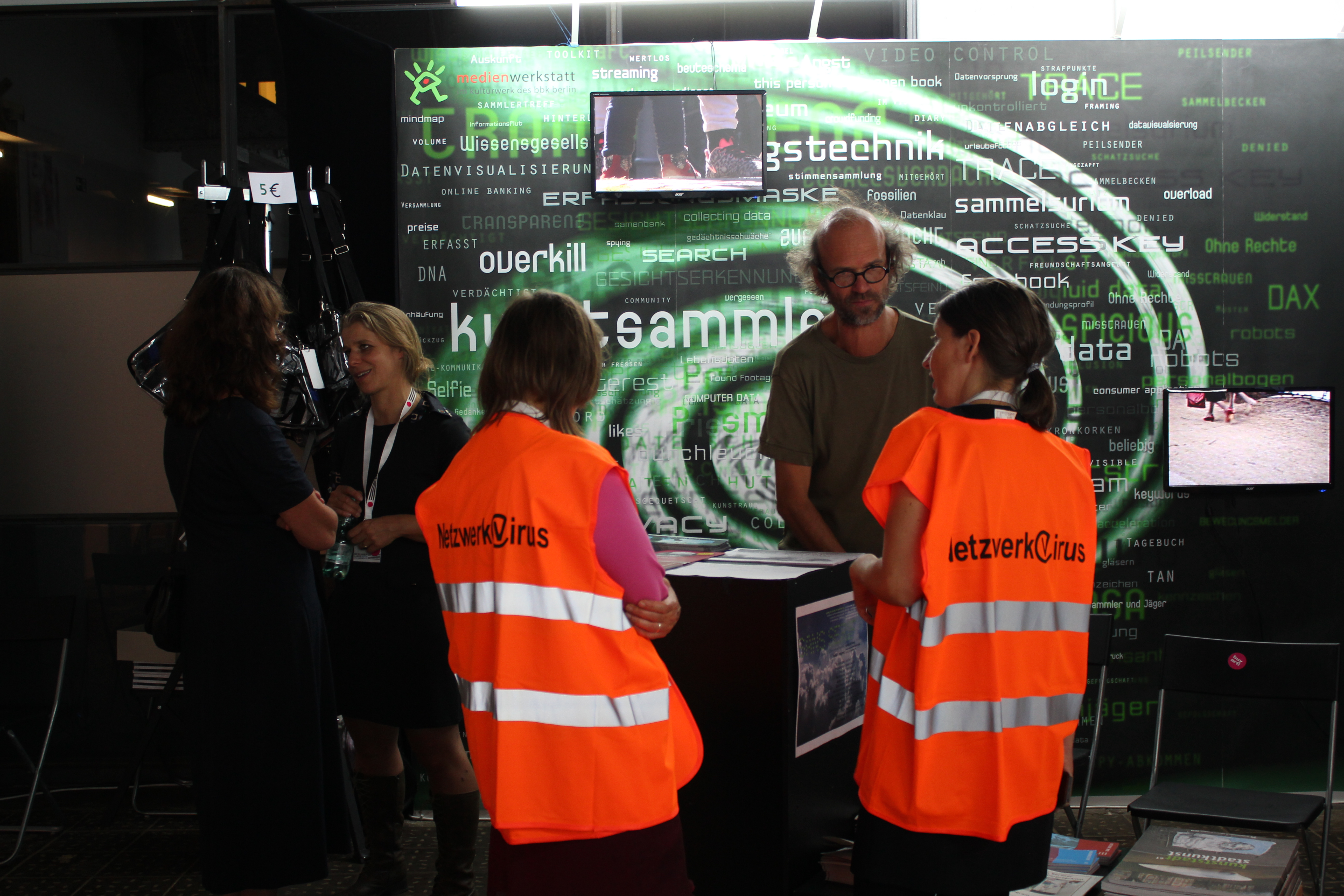
Messeauftritt der Medienwerkstatt auf der Berliner Liste 2014

- Messeauftritte auf den Kunstmessen Preview 2012, 2013 und der Berliner Liste 2014, 2015 und 2016 im Schaltraum des Heizkraftwerks,[14][15] Innovative Kunstmesse Contemporary Art Ruhr 2015[16]
- Netzwerktreffen zu MALM (Media Art Lab Mercosul) in Kooperation mit dem Goethe-Institut Porto Alegre 2015[17]
- Screeningprogramme im Kino Central 2012[18] 2013,[19] 2014 und 2015
- Vorlesungsreihe Cybertechnik an der Freien Universität im Sommersemester 2014[20]
- temporäre Installation Liquid State Machine 2011[21]
- Musikvideo „Afrikan Logik YAYATO“ 2015, hergestellt in der Medienwerkstatt[22]
- Tom Christie zu David Lynch Digitalisierung von Videomaterial aus 1979 in der Medienwerkstatt[23]

## Künstler und Künstlerinnen (Auswahl)
Unter den Künstlern, die das Angebot der Medienwerkstatt nutzen, sind zu erwähnen:
Ottjörg A.C., Liz Allbee, Sandra Becker, Daniela Comani, Jakobine Engel, Niklas Goldbach, Susanne Hoffmann, Peter Kees, Azade Köker, Susanne Kutter, María Linares, Sharon Paz, Patricia Pisani, Lorenz Rollhäuser, Hito Steyerl, Andrea Sunder-Plassmann, Myriam Thyes, Ignacio Uriarte, Gisela Weimann, Frank Zucht, Hans Martin Sewcz, Marisa Maza, Donald Muldrow Griffith, Mariya Ocher, Juliane Ebner, Cornelia Sollfrank, Jorn Ebner, Mariana Vassileva.